# Hemisilurus heterorhynchus
Hemisilurus heterorhynchus är en fiskart som först beskrevs av Bleeker, 1853.  Hemisilurus heterorhynchus ingår i släktet Hemisilurus och familjen malfiskar. Inga underarter finns listade i Catalogue of Life.